# A History of Britain
A History of Britain ist eine  Dokumentationsreihe der BBC von Simon Schama. Ausgestrahlt vom Oktober 2000 bis Juni 2002 enthält sie 15 Teile, verteilt über 3 Staffeln. Der Autor Simon Schama erhielt viel Lob für seine sympathische und oftmals pointierte, aber niemals überhebliche Art der Moderation. Die Serie ist auch in Buchform in drei Bänden erschienen. Die komplette Reihe auf DVD ist mittlerweile zur bestverkauften DVD-Dokumentationsreihe der BBC geworden.

## Die einzelnen Episoden
Zusammenfassung der BBC DVD Kurzbeschreibung
1. Beginnings – Die Serie beginnt in dem neusteinzeitlichen Dorf Skara Brae auf den Orkneyinseln. In den nächsten 4000 Jahren kommen Römer, Sachsen, Wikinger und christliche Missionare, um zu kämpfen, zu siedeln und um ihre Spuren dort zu hinterlassen, wo sich einmal die britischen Nationen bilden werden.
2. Conquest! – 1066 ist nicht umsonst eines der bekanntesten Jahre in der englischen Geschichte. In den neun Stunden, die die Schlacht von Hastings tobte, änderte sich der Lauf der Geschichte. Das angelsächsische England wurde normannisch und für die nächsten dreihundert Jahre wurde sein Schicksal von Dynastien französischer Herrscher bestimmt.
3. Dynasty – Es gibt keine mächtigere Saga als die der sich bekriegenden Dynastie. – Ein herrischer Vater, eine schöne, intrigante Mutter und streitlustige, mörderische Söhne. In den Jahren nach der normannischen Eroberung, wurde dieses Drama auf der Bühne der englischen Geschichte aufgeführt.
4. Nations – Nations ist ein epischer Bericht, wie sich die britischen Nation gegen den englischen König Edward I, „Longshanks“ (Langschenkel) erheben. Ihr neugewonnener Sinn, wer und was sie sind, wirkt bis heute nach.
5. King Death – Die Pest brauchte nur sechs Jahre, um die Britischen Inseln zu verwüsten. Ihre Auswirkungen waren über Generationen spürbar. Aber aus der Asche dieses Traumas ging eine unerwartete und einzigartige Schicht von Engländern hervor.
6. Burning Convictions – Hier berichtet Simon Schama von den Umwälzungen eines Landes, berühmt für seine Frömmigkeit und dessen König sich selbst zum “Defender of the Faith” erhob, dass sich in einen der aggressivsten Befürworter des Protestantismus verwandelte.
7. The Body of the Queen – Dies ist die Geschichte zweier Königinnen – der jungfräulichen Königin und begnadeten Politikerin Elizabeth I und der katholischen Mutter Mary, Königin der Schotten. Es ist auch die Geschichte der Entstehung einer Nation.
8. The British Wars – Die turbulenten Bürgerkriege des frühen siebzehnten Jahrhunderts führen zu zwei einzigartigen Ereignissen der britischen Geschichte: die öffentliche Hinrichtung eines Königs und die Schaffung einer Republik. Simon Schama berichtet von dem brutalen Krieg, der das Land in zwei Teile zerriss und ein neues Britannien schuf – getrennt durch Politik und Religion und beherrscht von der ersten wirklich modernen Armee. Einer Armee, die für eine Ideologie und nicht für einen einzelnen Anführer kämpft.
9. Revolutions – Politische und religiöse Revolutionen quälen Britannien nach der Exekution des Königs Charles I. Britannien war eine freud- und königslose Republik unter Oliver Cromwell. Seine Herrschaft wurde so unbeliebt, dass es für viele eine Erleichterung war, als die Monarchie nach seinem Tode zurückkehrte. Aber Cromwell war auch ein Mann mit Visionen, der bedeutende Reformen einleitete.
10. Britannia Incorporated – Ein neues Jahrhundert bricht an, und die Beziehungen zwischen Schottland und England waren nie schlechter. Trotzdem sehen beide Länder ein halbes Jahrhundert später einer gemeinsamen Zukunft entgegen – begründet auf Profit und Zins. Das neue Britannien basierte auf Geld, nicht auf Gott.
11. The Wrong Empire – The Wrong Empire ist die mitreißende und schreckliche Geschichte, wie eine kleine Inselgruppe dazu kam, die Welt zu beherrschen. Eine Geschichte von Erforschung and Kühnheit, aber auch von Ausbeutung und Konflikten.
12. Forces of Nature – Britannien hatte niemals eine Revolution wie die in Frankreich 1789 – aber es war nahe dran. In der Mitte der 1770er Jahre erfasste eine Woge politischer Energie das Land. Bei der Wiederentdeckung von Englands Wildheit, entdeckten die Intellektuellen der „romantic generation“ auch die Pflicht des Bürgers, die Natur in eine revolutionäre Macht zu verwandeln.
13. Victoria and Her Sisters – Als das viktorianische Zeitalter begann, führten die großen Vorteile von Technik und Industrialisierung zur Umformung von sowohl der Landschaft als auch der sozialen Struktur eines ganzen Landes. Mehr als je zuvor formten auch Frauen die Gesellschaft.
14. The Empire of Good Intentions – Das Königreich der guten Absichten listet das komplizierte Leben eines liberalen Imperiums von Irland bis Indien auf. – Das Versprechen von Zivilisation und materiellen Wohlstand und die Schaffung von Zwang und Hunger.
15. The Two Winstons – In der letzten Folge erforscht Schama die überwältigende Gegenwart der englischen Vergangenheit im zwanzigsten Jahrhundert und das Ringen der Herrscher um eine bessere Zukunft. Als herausragende Figuren des zwanzigsten Jahrhunderts dienen Churchill und Orwell mit ihren unterschiedlichen Weisen Geschichte zu schreiben und zu formen als Beispiel für die imperiale Vergangenheit.